# Norio Kudō
Kudo Norio (工藤紀夫?) (2 de agosto de 1940, Hirosaki, Japón) es un jugador de go profesional.

## Biografía
Kudo se profesionalizó en 1955 y promocionó a 9 dan en 1976. No ha ganado muchos torneos pero es conocido por haber ayudado a mucha gente con el go. Si es alguien que acaba de empezar a aprender como si es alguien que intenta llegar a 1 dan, Kudo está ahí para ayudar. Sucedió a Kato Masao como presidente de la Federación Internacional de Go en 2005.

## Campeonatos y subcampeonatos
| Título   | Años ganado |
| -------- | ----------- |
| Actuales | 2           |
| Tengen   | 1997        |
| Oza      | 1977        |

| Título             | Años perdido |
| ------------------ | ------------ |
| Actuales           | 4            |
| Tengen             | 1998, 1999   |
| Oza                | 1978         |
| Gosei              | 1985         |
| Extintos           | 2            |
| Shin-Ei            | 1970         |
| Campeonato Hayago  | 1976         |
| Continentales      | 1            |
| Tengen China-Japón | 1998         |